# Android Cupcake

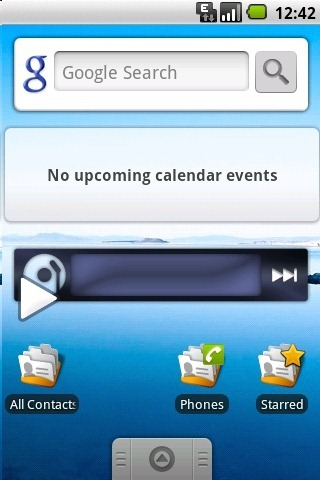
Android 1.5 auf einem Android-SDK-Emulator

Android Cupcake (Version 1.5) ist die dritte Version von Android, die von Google entwickelt wurde. Es handelt sich dabei um ein größeres Plattform-Release, das ab April 2009 für Android-betriebene Endgeräte bereitgestellt wurde und nicht mehr unterstützt wird. Die Version enthielt neue Funktionen für Benutzer und Entwickler sowie Änderungen an der API des Android-Frameworks. Für Entwickler war die Android 1.5-Plattform als herunterladbare Komponente für das Android SDK verfügbar.
Die damit eingeführte API für Applikationen entspricht Level 3.
Android 1.5 enthielt neue Funktionen wie eine Bildschirmtastatur und Bluetooth-Unterstützung sowie Verbesserungen an bestehenden Funktionen wie UI-Änderungen für die Anwendungsverwaltung und verschiedene Google Apps. Dabei konnten neben der standardmäßigen Bildschirmtastatur von Android auch Tastaturen von Drittanbietern installiert und verwendet werden. Außerdem steht seit Android Cupcake die Funktion Widgets auf der Startseite hinzuzufügen zur Verfügung. Seit dieser Version werden auch die Videoformate MPEG-4 und 3gp unterstützt und zusätzlich das Aufnehmen von Videos mit einem Android-Gerät selbst.
Android Cupcake kam werksseitig unter anderem auf dem HTC Dream, auch bekannt als T-Mobile G1, und dem Samsung I7500 zum Einsatz.